# ویلیام لو روی امت
ویلیام لو روی امت (انگلیسی: William Le Roy Emmet; ۱۰ ژوئیهٔ ۱۸۵۸ – ۲۶ سپتامبر ۱۹۴۱) مهندس برق اهل ایالات متحده آمریکا بود. وی همچنین برندهٔ جوایزی همچون مدال ادیسون انجمن مهندسان برق و الکترونیک شده است.